# Kojata IV. von Hrabischitz
Kojata IV. von Hrabischitz, auch Kojata von Brüx (tschechisch Kojata z Mostu), († 1228) war ein böhmischer Adeliger aus dem Geschlecht der Hrabischitz.

## Leben
Der Sohn des Grabissa III. von Hrabischitz wurde das erste Mal 1207 erwähnt, als er dem Kloster Ossegg ein Zehntel der Weinberge in Brüx zukommen ließ. Bis 1220 tauchte er nicht mehr auf. Erst zwischen 1220 und 1224 wurde er des Öfteren als Nebenzeuge benannt, oft hinter seinem Bruder Vschebor IV. In diesem Zeitraum trat er auch das erste Mal als Subdapifer auf. Gemeinsam mit seinem Bruder ließ er einige spätromanische Kirchen bauen, so die Kirche des Hl. Nikolaus in Potfohre, die bis heute erhalten blieb. Diese Kirche gleicht den Staufer-Bauwerken im Elsass. Mit dem Geschlecht Hrabischitz ist auch eine weitere Kirche in Unterjamling verbunden, von der jedoch nur noch Überreste des westlichen Turms und Mauerreste des Hauptschiffs übrig geblieben sind.
Das Testament des kinderlosen Magnaten des Astes von Brüx enthielt zahlreiche Schenkungen an Personen und Institutionen. Dem Erzbistum Prag schenkte er Krty, dem Konvent des Kreuzritterordens des Gottesgrabes in Schwaz den prosperierenden Marktflecken Brüx, daneben Rudig und Unterjamling (Dolní Jamné). Seiner Ehefrau Vratislava übertrug er mehrere Dörfer, darunter Budíkovice, Kojetice bei Trebitsch und Šestajovice, die nach ihrem Tod ebenfalls dem Konvent zufallen sollten. Das von den Hrabischitzern mitbegründete Benediktinerkloster Opatovice erhielt von Kojata noch zu Lebzeiten Slavkovice und wurde nach seinem Tod mit Starý Mateřov sowie Markterträgen jeder neunten Woche in Brüx beschenkt. Den Prämonstratensern auf Kloster Strahov wurden die inzwischen untergegangenen Siedlungen Kobeřice, Zmina und Krastno sowie Sezemice und Přelovice vermacht. Seinen Nichten Euphemie und Svatochna hinterließ er Drnovice und Račice in Mähren. Seinem Gefolge und den Dienern übertrug er weitere Siedlungen und Dörfer in Böhmen und Mähren.
Durch seinen Tod starb der Brüxer Ast der Hrabischitzer aus und der Stammbaum reduzierte sich auf die Linien der Nachkommen von Slauko I. und Boresch I.